# Großer Preis von Pescara 1951

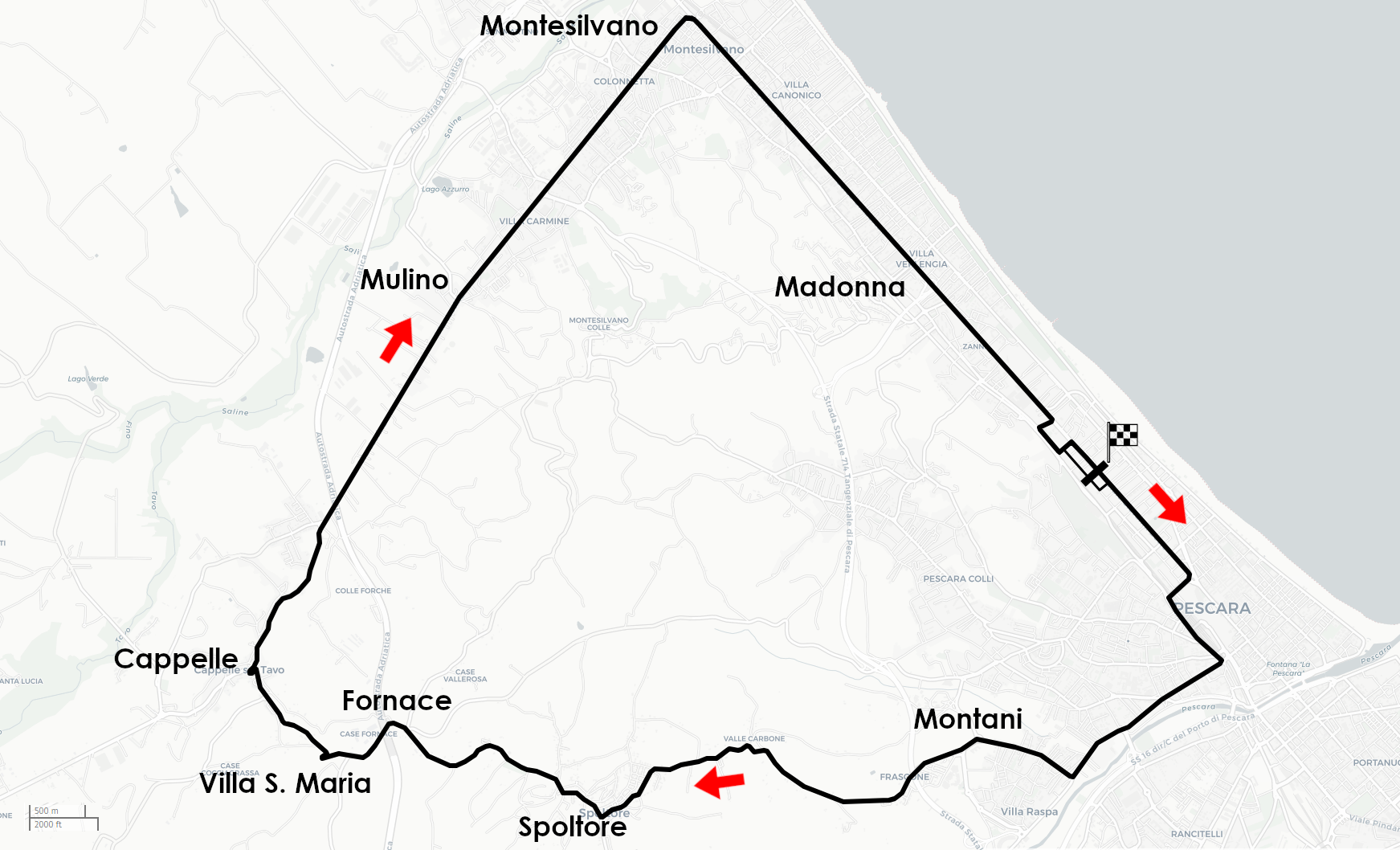
Streckenlayout

Der Große Preis von Pescara 1951, auch Circuito di Pescara 1951, fand am 15. August auf dem Circuito di Pescara statt. Es war für die Formel 1 ausgeschrieben und hatte keinen Weltmeisterschaftsstatus.

## Das Rennen
Der Italiener Alberto Ascari sicherte sich die Pole-Position für das Rennen, musste seinen Wagen jedoch bereits in der ersten Runde abstellen. Er übernahm daraufhin den Ferrari seines Teamkollegen Luigi Villoresi, musste aber auch mit diesem das Rennen in der vierten Runde aufgeben.
José Froilán González ging letztendlich, vom vierten Startplatz aus, als Sieger des 12 Runden langen Rennen hervor.

## Ergebnisse

### Schlussklassement
| Pos.        | Nr. | Team                | Fahrer                         | Fahrzeug         | Runden |
| ----------- | --- | ------------------- | ------------------------------ | ---------------- | ------ |
| 1           | 10  | Scuderia Ferrari    | José Froilán González          | Ferrari 375      | 12     |
| 2           | 26  | Ecurie Rosier       | Louis Rosier                   | Talbot T26C      | 12     |
| 3           | 8   |                     | Philippe Étancelin             | Talbot T26C-DA   | 12     |
| 4           | 16  | Ecurie Rosier       | Louis Chiron                   | Talbot T26C      | 12     |
| 5           | 24  |                     | Peter Whitehead                | Ferrari 125      | 11     |
| 6           | 20  |                     | Antonio Branca                 | Maserati 4CLT/48 | 11     |
| 7           | 12  |                     | Harry Schell                   | Maserati 4CLT/48 | 11     |
| 8           | 28  | Scuderia Ambrosiana | David Murray                   | Talbot T26C      | 10     |
| Ausgefallen |     |                     |                                |                  |        |
| 9           | 18  |                     | Pierre Levegh                  | Talbot T26C      | 6      |
| 10          | 4   |                     | Yves Giraud-Cabantous          | Maserati 4CLT-48 | 6      |
| 11          | 22  | Scuderia Ferrari    | Luigi Villoresi Alberto Ascari | Ferrari 375      | 4      |
| 12          | 14  |                     | Emmanuel de Graffenried        | Maserati 4CLT/48 | 4      |
| 13          | 2   | Ecurie Belgique     | Guy Mairesse                   | Talbot T26C      | 2      |
| 14          | 30  | Scuderia Guastalla  | Giovanni Bracco                | Ferrari 166C     | 0      |
| 15          | 6   | Scuderia Ferrari    | Alberto Ascari                 | Ferrari 375      | 0      |

### Nur in der Meldeliste
Zu diesem Rennen sind keine weiteren Meldungen bekannt.

### Renndaten
- Gemeldet: 175
- Gestartet: 15
- Gewertet: 8
- Rennklassen: 1
- Zuschauer: unbekannt
- Wetter am Renntag: unbekannt
- Streckenlänge: 25,800 km
- Fahrzeit des Siegerteams: 2:14:59,8 h[3]
- Gesamtrunden des Siegerteams: 12
- Gesamtdistanz des Siegerteams: 309,600 km
- Siegerschnitt: 137,71 km/h
- Pole Position: Alberto Ascari, Ferrari 375
- Schnellste Rennrunde: José Froilán González – 10:48,8 min
- Rennserie: zählte zu keiner Rennserie